# Bazilika svatého Gotharda (Hildesheim)
Bazilika svatého Gotharda je románská stavba v Hildesheimu nedaleko města Hannover. 
Kostel byl pravděpodobně založen v letech 1131 až 1139 za panování knížete Soběslava I. Všechny kostely zasvěcené patronu svatému Gothardovi vznikly v těchto letech. Gothard byl svatořečen v roce 1131. Kostel byl i s celou vsí za husitských válek vypálen a k jeho obnovení jako farního došlo až v roce 1711. Úplně dostavěn byl v roce 1758 a v této podobě je dodnes.[zdroj?]